# Радомир Бабић
Радомир Бабић (Сиге, код Даниловграда, 2. септембар 1909 — Београд, 1. децембар 1996) био је учесник Народноослободилачке борбе, генерал-потпуковник ЈНА и народни херој Југославије.

## Биографија
Рођен је 2. септембра 1909. године у селу Сиге, код Даниловграда. Потиче из сиромашне сељачке породице Симa Бабића, који је, због лошег материјалног стања, отишао на рад у Сједињене Америчке Државе, а потом се у време Првог светског рата вратио у земљу и као добровољац учествовао на Солунском фронту.
Након основне школе, у Подгорици је завршио нижу гимназију и Трговачку академију, 1931. године, и запослио се у Зетској финансијској дирекцији. Ванредно је студирао у Загребу, на Економско-комерцијалној високој школи. Током одслужења војног рока, завршио је Школу резервних официра. После тога био је државни чиновник у Загребу. Врло рано је приступио револуционарном омладинском покрету. Већ 1931. године постао је члан Савеза комунистичке омладине Југославије (СКОЈ). Активно је учествовао у акцијама које је организовала револуционарна омладина. Године 1933, постао је члан Комунистичке партије Југославије (КПЈ). Био је после тога члан Среског комитета КПЈ и секретар Покрајинског комитета „Црвене помоћи“ за Црну Гору, Боку и Санџак, 1938. године.

### Народноослободилачка борба
У лето 1941. године активно је учествовао у припремању и организовању оружаног народног устанка у Црној Гори. Већ у првим акцијама црногорских устаника био је командир Подгоричке чете, с којом дејствује у Пиперима, затим командант батаљона на истом подручју и командант одреда „Бијели Павле“, са којим је ослободио територију на потезу Спуж–Даниловград–Острог. У исто време, био је члан Среског комитета КПЈ за Даниловград и помагао је организовање и оснивање народне власти.
Априла 1942. године постаје командант Зетског партизанског одреда, и учествује у борбама око Никшића и Пиве. Касније, јуна 1942. године, постао је политички комесар Пете пролетерске црногорске бригаде. Учествовао је у свим њеним биткама током похода на Босанску крајину. Након формирања првих дивизија и корпуса у оквиру НОВЈ, бива постављен на дужност политичког комесара Треће ударне дивизије НОВЈ, а онда, након Пете непријатељске офанзиве, заменик команданта Друге пролетерске дивизије. Био је исто тако командант Приморске оперативне групе и командант Пете крајишке дивизије, са којом учествује на Сремском фронту и у завршним операцијама за ослобођење земље.

### Послератни период
После ослобођења Југославије, био је неко време начелник Кабинета Врховног команданта Оружаних снага ФНРЈ Јосипа Броза Тита, потом начелник Штаба Четврте армије, командант корпуса, а затим и начелник Ратне школе Више војне академије Југословенске народне армије (ЈНА). Завршио је Вишу војну академију ЈНА. Био је биран за посланика Савезне народне скупштине. Пензионисан је у чину генерал-потпуковника ЈНА, 1962. године.
Умро је 1. децембра 1996. године у Београду и сахрањен је у Алеји народних хероја на Новом гробљу у Београду.
Носилац је Партизанске споменице 1941. и осталих југословенских одликовања, међу којима су — Орден ратне заставе, Орден партизанске звезде са златним венцем, Орден партизанске звезде са сребрним венцем и Орден за храброст. Од иностраних се истиче Грунвалдов крст другог степена НР Пољске. Орденом народног хероја одликован је 10. јула 1953. године.